# Kowżyża
Kowżyża (ukr. Ковжижа) – wieś na Ukrainie, w obwodzie połtawskim, w rejonie połtawskim, w hromadzie Wełyka Rubliwka. W 2001 liczyła 213 mieszkańców.